# Santín Carlos Rossi
Santín Carlos Rossi (* 11. Oktober 1884 im Departamento Flores; † 1935 oder 8. April 1936 in Montevideo) war ein uruguayischer Politiker.
Rossi studierte Medizin an der medizinischen Fakultät der Universidad de la República und schloss das Studium erfolgreich am 17. März 1911 ab. Zunächst arbeitete er als "Practicante interno" am Hospital Vilardebó und war dort schließlich als Arzt tätig. 1917 zum Dozenten ("Profesor Agregado") für Psychiatrie und Rechtsmedizin bestellt, wurde er 1925 schließlich ordentlicher Professor ("Profesor Titular") für Psychiatrie.
Rossi, der der Partido Colorado angehörte, hatte in der 28., 29. und 30. Legislaturperiode als Repräsentant des Departamentos Montevideo vom 15. Februar 1923 durchgängig bis zum 5. April 1929 ein Titularmandat in Cámara de Representantes inne. Zudem war er Bildungsminister ("Ministro de Instrucción Pública").

## Zeitraum seiner Parlamentszugehörigkeit
- 15. Februar 1923 bis 14. Februar 1926 (Cámara de Representantes, 28. LP)
- 15. Februar 1926 bis 14. Februar 1929 (Cámara de Representantes, 29. LP)
- 15. Februar 1929 bis 5. April 1929 (Cámara de Representantes, 30. LP)